# Curse of Enchantia
Curse of Enchantia is een computerspel dat werd ontwikkeld en uitgegeven door Core Design. Het spel behoort tot de point-and-click adventure-genre en kwam in 1992 uit voor de Commodore Amiga en DOS. Het spel lijkt op King's Quest. De speler speelt een jongen die wordt getransporteerd naar het fantasieland van Enchantia. Hier terroriseren kwade heksen de hele bevolking. Het doel van het spel is bevolking te bevrijden. Brad moet de koningin van de heksen te doden en terug te keren naar de wereld.

## Platform
- Amiga (1992)
- DOS (1992)